# Semiothisa dislocaria
Semiothisa dislocaria là một loài bướm đêm trong họ Geometridae.